# Scaliolidae
Scaliolidae zijn een familie van weekdieren uit de klasse van de Gastropoda (slakken).

## Taxonomie
De volgende geslachten zijn bij de familie ingedeeld:
- Finella A. Adams, 1860
  - = Caloosalaba Olsson & Harbison, 1953
  - = Eufenella Kuroda & Habe, 1952
  - = Fenella A. Adams, 1864
  - = Obtortio Hedley, 1899
  - = Truidella Gründel, 1976
- † Sandbergeria Bosquet, 1860
- Scaliola A. Adams, 1860